# Aareavaara

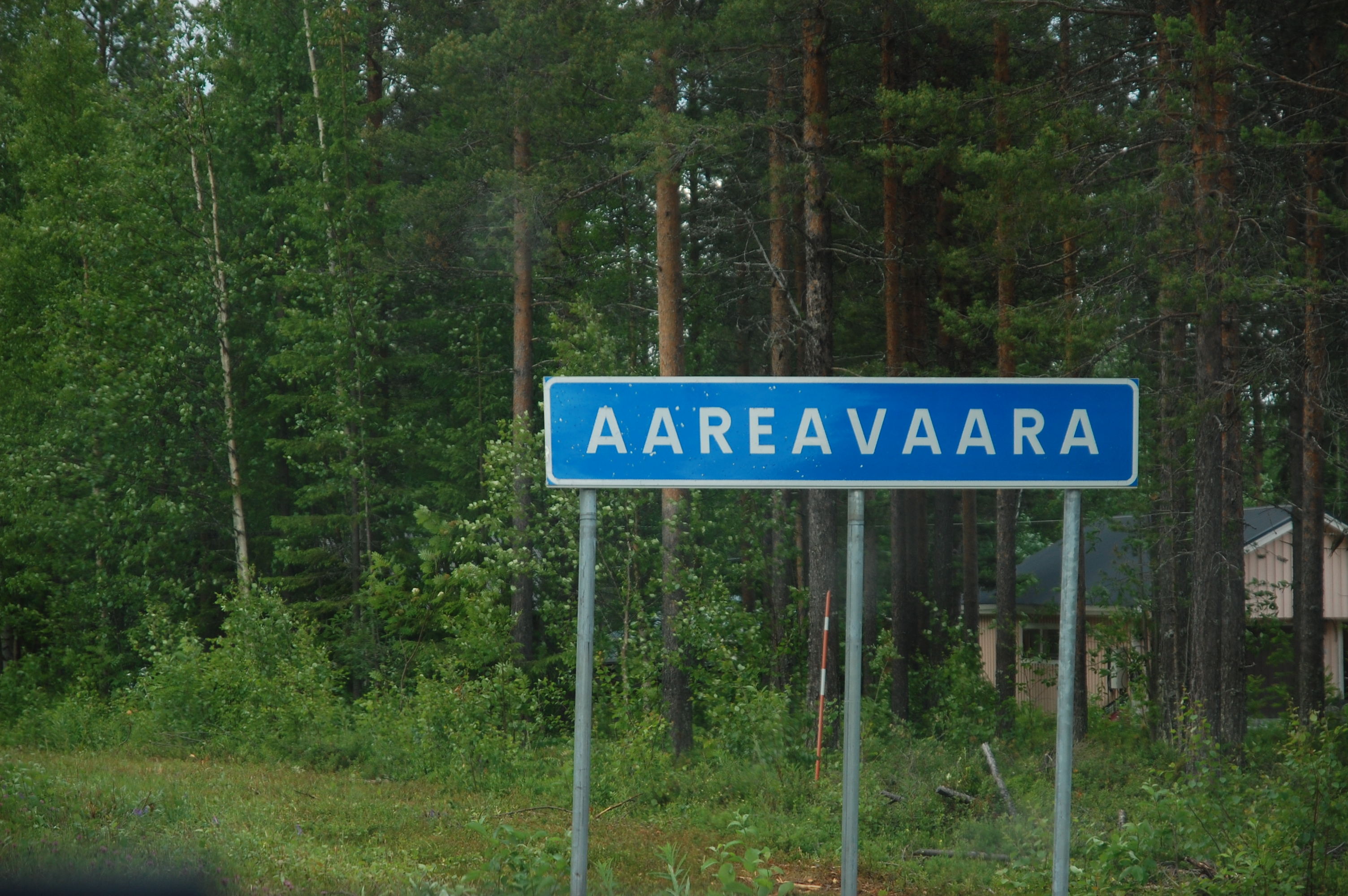
Straßenschild Aareavaara

Aareavaara ist ein Dorf etwa 35 km nördlich von Pajala am Südufer des Torne älv, in Norrbotten nahe der schwedisch-finnischen Grenze.
2009 führte das Norrbotten-Museum vor dem Bau einer Eisenbahnlinie archäologische Untersuchungen um Aareavaara durch. Auf der Heide, östlich des Dorfes nahe dem Muonioälven (Fluss) wurden Quarzsplitter und verbrannte Knochen gefunden, die darauf schließen ließen, dass es dort zwei Lagerplätze gab. Basierend auf der 14C-Datierung der Knochenfragmente (der älteste Fund wurde auf 11.300 Jahren ± 500 Jahre datiert) und Berechnungen des Zeitpunktes, zu dem sich die Fundstelle aufgrund der Postglazialen Landhebung über die Wasseroberfläche erhob, werden die Funde auf ein Alter von 10.600 Jahren geschätzt, was die bislang älteste Datierung von Lagerplätzen in Norrland darstellt. Sie waren zeitgleich mit den ältesten Plätzen der Komsa-Kultur, an der norwegischen Arktisküste. 
Pollen- und Makrofossilanalysen von Sedimenten aus nahen Seen zeigten, dass sich die Eisdecke kurz zuvor zurückgezogen hatte. Die Lagerplätze befanden sich auf kleinen Inseln nahe dem Festland im Ancylussee. Die Landschaft wurde von einer offenen subarktischen Tundravegetation dominiert, die von Berg- und Zwergbirken und Weiden angeführt wurde. Auf dem Boden wuchsen Gräser. 
Bei den Ausgrabungen wurden etwa 200 Quarz- und 40 Phyllitstücke, größtenteils Abschläge der Werkzeugherstellung, jedoch keine fertigen Geräte gefunden, was den kulturellen Vergleich mit anderen Lagerplatzfunden erschwert. 
Darüber hinaus wurden etwa 10 Gramm mehr oder weniger verbrannter Knochenfragmente gefunden, die so klein waren, dass sie nicht identifiziert werden konnten. Da sie von einem etwas größeren Landtier stammen, wurde das Rentier als wahrscheinlichste Art genannt. In diesem Fall ist Aareavaara (zusammen mit Dumpokjauratj und Kangos) einer der Lagerplätze die belegen, dass es während der Mittelsteinzeit in Norrbottens län Rentierjagd gab.